# Karlo Starčević
Karlo Starčević (Donje Pazarište, 6. prosinca 1952.) hrvatski je političar. Bio je predsjednik Hrvatske stranke prava od 2017. do 2020. godine te gradonačelnik Gospića od 12. lipnja 2017. godine do 24. ožujka 2024. godine, kada ga Vlada razrješuje dužnosti zbog nedonošenja gradskog proračuna.

## Životopis
U Zagrebu je završio srednju i višu elektrotehničku školu, a u Švicarskoj menadžment, po završetku školovanja sreću je morao potražiti u Njemačkoj. U domovinu se vratio 1991. i sudjelovao u Domovniskom ratu.
Godine 1997. otvara pivovaru „Ličanka”, koja proizvodi Velebitsko pivo. Oženjen je i otac je troje djece.

## Politička karijera
Na lokalnim izborima 2013. kao nezavisni kandidat za gradonačelnika Gospića u drugom krugu je izgubio osvojivši 48,53 % glasova.
Dana 25. veljače 2017. u Zagrebu na Saboru Hrvatske stranke prava izabran je za novog predsjednika stranke.

### Gradonačelnički mandat 2017.
U drugom krugu lokalnih izbora 2017. osvojio je gradonačelnički mandat grada Gospića ispred HDZ-ova kandidata Petra Krmpotića.
Odrekao se svojih plaća sljedećih godinu dana i dao ih za stipendiranje devetero studenata deficitarnih zanimanja.